# ARA Penélope
El Penélope (originalmente Feuerland, y ARA Penélope, cuando estuvo bajo servicio argentino) fue una pequeña goleta, perteneciente a la Falkland Islands Company, capturada por la Armada Argentina, en el marco de la guerra de las Malvinas. Anteriormente, en sus inicios fue utilizada por Gunther Plüschow, quien recorrió la isla Grande de Tierra del Fuego.
Este buque, al igual que el ARA Monsunen y el ARA Forrest (también capturados y utilizados por la Armada Argentina), pertenecían a la gobernación colonial británica de las islas Malvinas y realizaban tareas para la empresa Falkland Islands Company, viajando entre los distintos puertos del archipiélago.

## Historia

### Gunther Plüschow

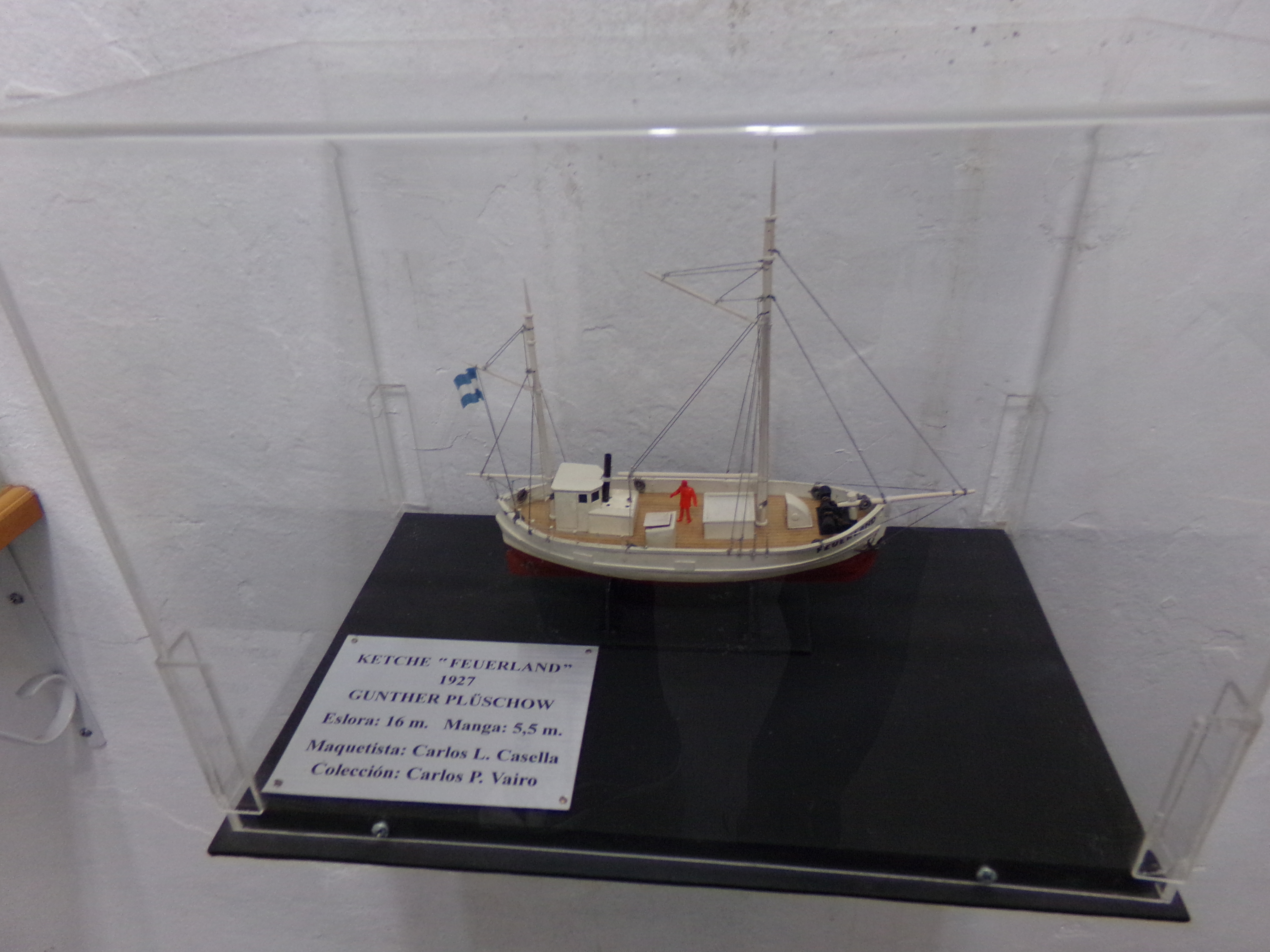
Maqueta de la goleta en los tiempos de Plüschow en el Museo Marítimo y del Presidio de Ushuaia.

La goleta fue construida en Alemania en 1927 para el explorador Gunther Plüschow, quien recorrió el extremo meridional de América del Sur. Originalmente la goleta se llamaba Feuerland, que en idioma alemán significa Tierra del Fuergo. En noviembre de 1927, Plüschow zarpó del puerto de Büsum (Alemania) rumbo a Punta Arenas, donde atracó en octubre del año siguiente. Con la goleta recorrió los canales del estrecho de Magallanes y las aguas circundantes al cabo de Hornos.

### Guerra de las Malvinas
En el desarrollo del conflicto del Atlántico Sur la Penélope fue avistada por el ARA Bahía Buen Suceso en el muelle de una estancia ovina de la isla Águila, al sur de la isla Soledad. Fue requisada por la Armada Argentina el 7 de mayo y puesta bajo el mando del teniente de navío Horacio González Llanos. Entre sus funciones al servicio argentino, realizó tareas logísticas, alijó barcos, exploró espacios marítimos y naves dañadas y recorrió las bases militares argentinas del archipiélago.
En los días posteriores al 11 de mayo, participó en la búsqueda de los náufragos del ARA Isla de los Estados, hundido por el Reino Unido. Mientras realizaba dicha tarea fue sobrevolada por aviones Harrier. El 15 de mayo recibió disparos de dos Harrier, resultado con daños en el palo mayor y el castillaje del buque. El ataque ocurrió en Bahía Fox, isla Gran Malvina y no produjo heridos.
El 19 de mayo, una comisión especializada viajó hasta Puerto Rey para evaluar el estado del ELMA Río Carcarañá, que sufrió un ataque británico. La comisión concluyó que el buque no podía navegar debido a que necesitaba reparaciones importantes. El buque fue abandonado y el Penélope se encargó de rescatar los alimentos y abrigos. El 22 y 23 de mayo transportó agrupaciones de comandos del Ejército Argentino a distintos puntos de las islas. El 26 de mayo, su casco y su torreta fueron dañados por explosiones y esquirlas de los ataques aeronavales británicos a los depósitos de combustible de Bahía Fox. La fragata HMS Plymouth fue una de las naves que protagonizó el ataque.
A fines de mayo en Bahía Fox alijó al ARA Bahía Buen Suceso y embarcó 30 tambores de combustible JP-1 para trasladarlos a Puerto Argentino. La travesía fue realizada lenta y cuidadosamente para no sufrir ataques. Cuando navegaba al oeste de la isla Bougainville, hacia la primera semana de junio, informó que su sonda estaba fuera de servicio y que contaba con combustible solamente para dos días. Finalmente llegó a la capital isleña el 2 de junio, tras abastecerse de gasoil de unos tambores abandonados en la costa. Para ese entonces, el Comando Naval consideraba a la goleta como perdida.